# 2874 Джим Янг
2874 Джим Янг (2874 Jim Young) — астероїд головного поясу, відкритий 13 жовтня 1982 року.
Тіссеранів параметр щодо Юпітера — 3,615.
Названий на честь американського астронома Джеймса Вітні Янга, який відкрив більше сотні астероїдів.